# Her Love Story
Her Love Story is een Amerikaanse dramafilm uit 1924 onder regie van Allan Dwan.

## Verhaal
Prinses Marie van Viatavia is verliefd op kapitein Kavor van de koninklijke wacht. Haar vader dwingt haar om te trouwen met de koning van een buurland. Wanneer de prinses zwanger wordt, beweert ze dat de kapitein de vader is van het kind. De koning laat haar geestesziek verklaren, sluit haar op in een klooster en verbiedt haar om haar kind te zien.

## Rolverdeling
| Acteur             | Personage           |
| ------------------ | ------------------- |
| Gloria Swanson     | Prinses Marie       |
| Ian Keith          | Kapitein Kavor      |
| George Fawcett     | Aartshertog         |
| Echlin Gayer       | Koning              |
| Mario Majeroni     | Premier             |
| Sidney Herbert     | Raadsman            |
| Donald Hall        | Hofarts             |
| Baroness DeHedeman | Hofdame             |
| Jane Auburn        | Clothilde           |
| Bert Wales         | Jongen              |
| General Lodijensky | Minister van Oorlog |